# Albert Vande Weghe
Albert Vande Weghe, né le 28 juillet 1917 à New York et mort le 13 août 2002 à Tulsa, est un nageur américain.

## Palmarès

### Jeux olympiques
- Berlin 1936
  -  Médaille d'argent en 100m dos[1].